# Rafael Barraza Sánchez
Rafael Barraza Sánchez (ur. 24 października 1928 w Durango, zm. 26 lipca 2020 tamże) – meksykański duchowny rzymskokatolicki, w latach 1981–2005 biskup Mazatlán.

## Życiorys
Święcenia kapłańskie przyjął 28 października 1951. 26 października 1979 został prekonizowany biskupem pomocniczym Durango ze stolicą tytularną Drivastum. Sakrę biskupią otrzymał 25 stycznia 1980. 19 października 1981 został mianowany biskupem Mazatlán. 23 marca 2015 przeszedł na emeryturę.